# 카타리나 비트
카타리나 비트(독일어: Katarina Witt, 1965년 12월 3일 ~ )는 동독과 독일의 여자 피겨 스케이팅 선수, 방송인이며, 1984년 동계 올림픽과 1988년 동계 올림픽에서 금메달을 획득했다.
어린 시절부터 동독의 스포츠 영재 프로그램으로 스케이팅을 배웠고, 1982년 덴마크 코펜하겐에서 열린 세계 피겨 선수권 대회 여자 싱글 부문에서 2위에 올랐다. 1984년 유고슬라비아 사라예보에서 열린 제14회 동계 올림픽 대회에서 인상적인 연기를 펼치며 금메달을 획득하며 이 대회에서 가장 주목받던 선수가 되었다. 뒤이어 열린 세계 피겨 선수권 대회에서도 금메달을 땄다. 1988년 캐나다 캘거리에서 열린 제15회 동계 올림픽 대회에서 다시 금메달을 획득하며 동계 올림픽 여자 싱글 부문에서 2연속 금메달을 획득했다. 세계선수권에서도 1984년 대회에 이어 1985년, 1987년, 1988년 우승하였다. 세계 피겨 역사상 가장 화려한 기록을 남긴 인물 중 하나로, 1988년을 끝으로 은퇴한 후 영화에 출연하고 텔레비전 진행자로 활동했다. 그런 가운데 1990년 독일이 통일되었고 동독의 슈타지는 그녀가 서방 세계로 망명하는 것을 막기 위해 사생활을 감시한 것으로 알려져 충격을 주었다. 1994년에 복귀를 선언하고 독일 국가대표 자격을 다시 얻어 1994년 노르웨이 릴레함메르에서 열린 제16회 동계 올림픽 대회에 출전하여 7위에 올랐다. 그 후 다시 연예계에 진출하여 영화에 출연했으며, 1998년에는 잡지 플레이보이 표지에 누드 사진으로 등장하여 화제를 모으기도 했다. 2009년에는 독일 ProSieben 텔레비전에서 방송할 예정인 체중감량경쟁 예능 프로그램 The Biggest Loser(독일판, 이름과 형식은 원-미국-판에서 차용함)의 진행을 맡았으며, 2011년 남아공 더반 IOC 총회에서 당시 2018년 동계 올림픽 개최도시 후보였던 독일 뮌헨을 홍보하기도 하였다.

## 대회 기록
| 국제 대회       | 국제 대회 | 국제 대회 | 국제 대회 | 국제 대회 | 국제 대회 | 국제 대회 | 국제 대회 | 국제 대회 | 국제 대회 | 국제 대회 | 국제 대회 |
| Event           | 1978–79   | 1979–80   | 1980–81   | 1981–82   | 1982–83   | 1983–84   | 1984–85   | 1985–86   | 1986–87   | 1987–88   | 1993–94   |
| --------------- | --------- | --------- | --------- | --------- | --------- | --------- | --------- | --------- | --------- | --------- | --------- |
| 올림픽          |           |           |           |           |           | 1st       |           |           |           | 1st       | 7th       |
| 세계 선수권     |           | 10th      | 5th       | 2nd       | 4th       | 1st       | 1st       | 2nd       | 1st       | 1st       |           |
| 유럽 선수권     | 14th      | 13th      | 5th       | 2nd       | 1st       | 1st       | 1st       | 1st       | 1st       | 1st       | 8th       |
| 스케이트 캐나다 |           |           |           |           |           | 1st       |           |           |           |           |           |
| NHK 트로피      |           |           | 2nd       |           | 1st       |           |           |           | 1st       | 1st       |           |
| 국내 대회       |           |           |           |           |           |           |           |           |           |           |           |
| 동독 선수권     | 3rd       | 2nd       | 1st       | 1st       | 1st       | 1st       | 1st       | 1st       | 1st       | 1st       |           |
| 독일 선수권     |           |           |           |           |           |           |           |           |           |           | 2nd       |